# Föredragsbeteckning
Föredragsbeteckningar används i partitur för att ange musikens karaktär tillsammans med styrkegradsbeteckningar och tempobeteckningar.

## Lista över föredragsbeteckningar
- accelerando – snabbare och snabbare
- affettuoso – med känsla och lidande
- allargando – långsammare, bredare
- amabile – älskligt
- amoroso – kärleksfullt, ljuvt
- animato – besjälat
- a piacere – efter behag
- appassionato – lidelsefullt
- arco – stråke
- assai – mycket
- a tempo – i tempo
- brilliante – glänsande
- burlesco – burleskt, skämtsamt
- cantabile – sångbart
- capriccioso – nyckfullt, gäckande
- con anima – själfullt
- con brio – med glans
- con dolore – med smärta
- con forza – med kraft
- con fuoco – eldigt
- con impeto – häftigt
- con malinconia – svårmodigt
- con moto – rörligt
- con passione – lidelsefullt
- con sentimento – känslofullt
- con tutta la forza – med all kraft
- crescendo – starkare och starkare
- deciso – bestämt
- decrescendo – diminuendo
- diminuendo – svagare och svagare
- dolce – ljuvt
- doloroso – smärtsamt
- eroico – heroiskt
- espressivo – uttrycksfullt
- festivo – festligt
- funebre – dystert, sorgligt
- giocoso – skämtsamt, lustigt
- grazioso – graciöst, behagfullt
- impetuoso – häftigt
- indeciso – obestämt
- lamentabile – klagande
- largamente – brett
- legato – bundet
- leggiero – lätt
- liberamente – fritt
- maestoso – majestätiskt, upphöjt
- ma non troppo – men ej för mycket
- marcato – markerat, betonat, framhävt
- marciale – marschmässigt
- mobile – rörligt
- molto – mycket
- morendo – bortdöende
- movendo – rörligare  (kan också betyda växande)
- nobile – ädelt
- non troppo – ej för mycket
- pesante – tungt
- più – mera
- pizzicato – knäpp på strängarna med fingrarna, ej med stråke
- poco – något, en smula
- poco a poco – så småningom, "lite i sänder"
- pomposo – pompöst, yvigt
- portamento – kontinuerligt glidande från en tonhöjd till en annan
- rallentando – långsammare
- religioso – andäktigt
- rigoroso – strängt, "rigoröst"
- risoluto – beslutsamt, "resolut"
- ritardando – långsammare
- rubato – fritt, eg. "stulet”
- serioso – allvarligt
- sensibile – känsligt, "sensibelt"
- slentando – långsammare
- sospirando – klagande, eg, suckande
- sostenuto – uthållet
- staccato – spel med tonerna, "studsande", avskilda från varandra
- stinguendo – slocknande
- subito – plötsligt
- tempestoso – häftigt, stormande
- tenuto – uthållet
- troppo – för mycket
- tumultuoso – larmande
- tutto, tutta – hel, all
- tutti – alla
- vivo – livligt